# Tectariaceae
Tectariaceae Panigrahi è una famiglia di piante dell'ordine Polypodiales.

## Descrizione
Le Tectariaceae sono felci terrestri, alte da 10 a 300 cm. Hanno un rizoma eretto o ascendente o strisciante, che può assumere diverse conformazioni a seconda del genere. Le fronde sono a ciuffo e possono essere da monomorfe fino a fortemente dimorfe, semplici o pennate. I sori rotondi o allungati a formare linee si trovano in posizione terminale sulle nervature delle foglie e in alcune specie su tutta la superficie abassiale della lamina fogliare quando maturi. La presenza degli indusi dipende dalle specie.

## Tassonomia
La famiglia comprende i seguenti generi:
- Arthropteris J.Sm. ex Hook.f.
- Draconopteris Li Bing Zhang & Liang Zhang
- Hypoderris R.Br. in Wall.
- Malaifilix Li Bing Zhang & Schuettp.
- Pteridrys C.Chr. & Ching
- Tectaria Cav.
- Triplophyllum Holttum